# آسيا تايمز
آسيا تايمز المعروفة سابقًا باسم (بالإنجليزية: Asia Times Online)‏ هي مجموعة نشر إعلامية إخبارية ناطقة باللغة الإنجليزية ومقرها هونغ كونغ، وتهتم بالسياسة والاقتصاد والأعمال والثقافة من منظور آسيوي. تنشر آسيا تايمز باللغتين الإنجليزية والصينية المبسطة.

## التاريخ
يعد موقع هونغ كونغ الإلكتروني سليلًا مباشرًا للصحيفة المطبوعة التي تتخذ من بانكوك مقراً لها والذي أُطلق عام 1995 وأُغلق في منتصف عام 1997.
في عام 2006، وصفت صحيفة نيويورك تايمز آسيا تايمز أونلاين بأنها «واحدة من أبرز المطبوعات الإقليمية [باللغة الإنجليزية]» التي تغطي آسيا. أعيد إطلاق الموقع بشعار وتصميم جديدين في أكتوبر 2016.
ثم أعيد إطلاق الموقع مرة أخرى في فبراير 2019 بتصميم ويب محدث ولغات متعددة وتغيير المسار إلى asiatimes.com. آسيا تايمز لديها "غرفتا أخبار ومركزان لوسائل التواصل الاجتماعي في بانكوك وهونغ كونغ، تدعمها مكاتب في سول وبكين وسنغافورة ونيويورك.

## وصلات خارجية
- موقع آسيا تايمز أونلاين